# Гаррі Геррманн
Гаррі Геррманн (нім. Harry Herrmann; 27 травня 1909, Берлін — 12 березня 1995, Альтенштадт) — німецький офіцер-парашутист, оберстлейтенант люфтваффе вермахту, оберст люфтваффе бундесверу. Кавалер Лицарського хреста Залізного хреста.

## Біографія
В 1935 році вступив в люфтваффе. Учасник боїв за Крит, звільнення Беніто Муссоліні і битви за Берлін. В 1945/55 роках перебував у радянському полоні. В 1957/67 роках служив в бундесвері, останні посади — заступник командира 1-ї авіатранспортної дивізії і, одночасно, командир авіатранспортного училища.

## Нагороди
- Медаль «За вислугу років у Вермахті» 4-го класу (4 роки)
- Знак парашутиста Німеччини
- Залізний хрест 2-го і 1-го класу (22 травня 1940) — отримав 2 нагороди одночасно.
- Нагрудний знак «За поранення» в чорному
- Лицарський хрест Залізного хреста (9 липня 1941) — як оберлейтенант і командир 5-ї роти 1-го батальйону 1-го парашутного полку 7-ї авіадивізії за заслуги під час Критської операції.
- Нарукавна стрічка «Крит»
- Німецький хрест в золоті (1 жовтня 1944) — як майор 21-го навчального парашутного полку.